# 大塅镇
大塅镇，是中华人民共和国江西省宜春市铜鼓县下辖的一个乡镇级行政单位。

## 行政区划
大塅镇下辖以下地区：
大塅集镇社区、大塅村、东风村、凤竹村、谭坊村、浒村、浒口村、鹤吼村、芭蕉村、交山村、古桥村、隘口村、公益村、庙下村、小芬村、红苏村、红新村、太平村、末中村和光相村。